# Sewardstone
Sewardstone – przysiółek w Anglii, w hrabstwie Essex, w dystrykcie Epping Forest. Leży 35 km na zachód od miasta Chelmsford i 20 km na północny wschód od Londynu. W 2015 miejscowość liczyła 1038 mieszkańców. W latach 1870–1872 osada liczyła 744 mieszkańców.